# Romanzo di Alessandro
Il Romanzo di Alessandro è costituito da una raccolta di racconti leggendari sulla vita di Alessandro Magno, costituitasi ad Alessandria d'Egitto a partire dal secolo successivo alla sua morte.

## Composizione e struttura
Il testo è un apocrifo falsamente attribuito a Callistene (l'autore è a volte citato come "pseudo Callistene") ed ebbe grande diffusione per tutta l'antichità e il Medioevo, con numerose versioni e revisioni.
La prima versione, in greco antico, risale al III secolo; in epoca tardoantica fu tradotto in latino e in siriaco e da qui in moltissime lingue, compreso l'arabo, ebraico (nella versione del Sefer Yosippon), il persiano e le lingue slave, e costituisce forse la fonte della citazione di Alessandro nel Corano, identificato in Dhū l-Qarnayn ("Il Bicorne" o "Quello dalle due corna").
Nei vari adattamenti ci furono anche dei cambi importanti, per esempio in quelli musulmani, che sostituirono il personaggio Andreas con un personaggio arabo di nome al-Khidr. Ancora, nel romanzo si accenna alla fonte della giovinezza: Alessandro il Grande attraversa, insieme al soldato Andreas, la "terra dell'oscurità" situata idealmente nelle foreste dell'Abcasia, per cercare la fonte dell'eterna giovinezza. Alessandro si perde nella foresta, mentre Andreas trova la fonte e diviene immortale.

## La tradizione medievale

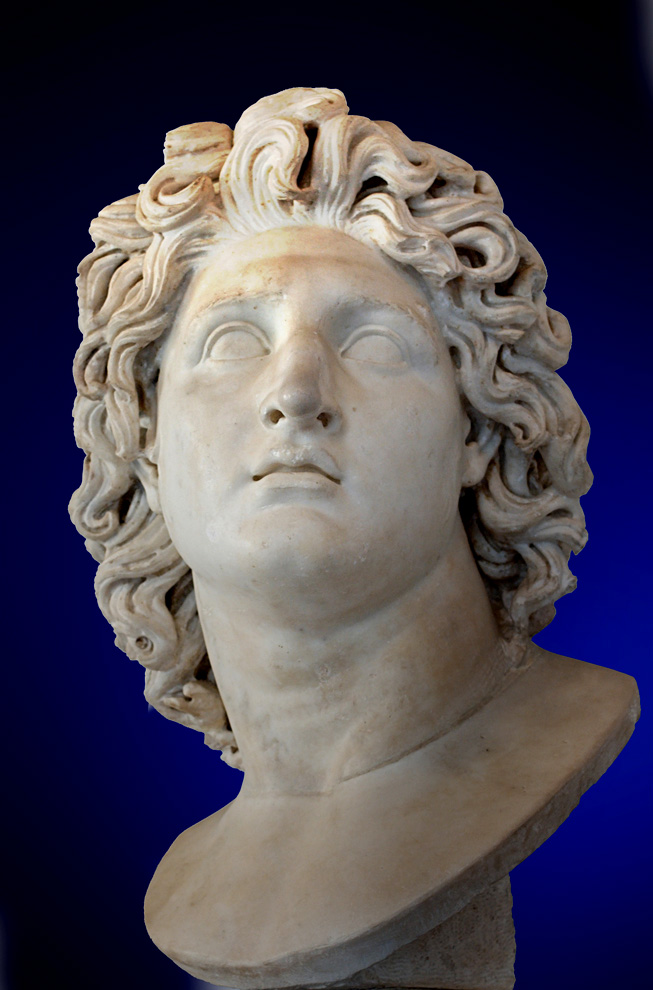
Alessandro Magno ritratto come il dio Elio

Per Roman d'Alexandre si è soliti intendere un grande numero di versioni e rimaneggiamenti diversi tra loro, che risalgono ai primi secoli dopo l'anno Mille. Il primo frammento a noi pervenuto è l'Alexandre di Alberico di Pisançon, scritto intorno al 1155 e costituito da 105 ottosillabi, che narra della prima parte della vita dell'eroe.
Successivamente fu ripreso da un certo Lamprecht, nel suo Alexanderlied, in un rimaneggiamento in alto tedesco medio che arriva fino alla battaglia del Granico e ai preparativi di rivincita di Dario.
In seguito, verso il 1160, un chierico pittavino adattò l'opera di Alberic in lasse di decasillabi: ci restano di quest'opera 800 versi sull'infanzia dell'eroe.
Intorno al 1170 comparvero ancora tre opere, probabilmente endecasillabe e non pervenuteci in versioni originali, sulla vita di Alessandro: il Fuerre de Gadres di un certo Eustache, di tonalità fortemente epica; l'Alexandre en Orient, di Lambert le Tort de Châteaudun, che prolunga la storia al di là della lotta con Dario, fino alla spedizione in India contro re Poro, e la Mort Alexandre, che narra gli ultimi giorni del re, avvelenato con viltà dai suoi traditori.
Fu il normanno Alexandre de Bernay, detto anche Alexandre de Paris, a dare unità a tutti gli episodi mescolati nei vari frammenti, col romanzo in dodecasillabi Roman d'Alexandre, risalente al 1180-1190 circa e suddiviso per convenzione in quattro parti o branches, ciascuna relativa a una fase della vita di Alessandro.

## Versione malese
Per tutto il periodo dal IV al XVI secolo, il romanzo di Alessandro fu tradotto in copto, gez, greco medievale, arabo, persiano, armeno, siriaco, ebraico e quasi tutte le altre lingue vernacolari parlate in Europa nel Medioevo. Attraverso il mondo arabo il romanzo giunse anche in Malesia. Il mondo della letteratura malese classica ha dato vita a due versioni del romanzo di Alessandro sotto il nome di Hikayat Iskandar Zurkarnain, vale a dire la versione di Sumatra e la versione peninsulare. La più antica versione del manoscritto di Sumatra è ora conservata nella Biblioteca dell'Università di Leida con il codice del manoscritto Or. 1970. Alessandro Magno era conosciuto come Raja Iskandar di Mukadunia , figlio di Raja Darab, allievo di Aristatalis e consigliere del profeta Khidir. La versione di Sumatra termina con la storia del matrimonio del re Iskandar con la principessa Nuraini, mentre la versione peninsulare include altre storie, come la storia del matrimonio di Iskandar con la figlia del profeta Khidir, la storia dell'avventura di Iskandar nel mondo sottomarino, e la storia di Iskandar alla ricerca dell'acqua della vita.

### Edizioni e traduzioni
- Monica Centanni (a cura di), Il romanzo di Alessandro, Torino, Einaudi, 1991, ISBN 88-06-12201-0.
- Carlo Franco (a cura di), Vita di Alessandro il Macedone, Palermo, Sellerio, 2001, ISBN 9788838916755.
- Laurence Harf-Lancner, Le roman d'Alexandre, traduzione di e commentatore, edito da Armstrong et al., Livre de poche, n. 4542, Parigi, 1994, ISBN 2-253-06655-9.
- Minoo Southgate, Iskandarnamah: A Persian Medieval Alexander-Romance, New York, Columbia University Press, 1978, ISBN 0-231-04416-X.
- Richard Stoneman (a cura di), The Greek Alexander Romance, New York, Penguin, 1991, ISBN 0-14-044560-9.
- A. H. Wolohojian, The Romance of Alexander the Great by Pseudo-Callisthenes, traduzione di ll'armeno, New York, Columbia University Press, 1969, SBN SBL0691897.
- Richard Stoneman e Tristano Gargiulo (a cura di), Il Romanzo di Alessandro, 2 voll., Milano, Fondazione Lorenzo Valla, 2007-2012.
- Alexandre de Bernay, Il Romanzo di Alessandro, a cura di Marco Infurna e Mario Mancini, Milano, Rizzoli, 2014, SBN 9788817073325.

### Studi
- J. A. Boyle, "The Alexander Romance In The East And West", in Bulletin of the John Rylands, vol. 60, University Library of Manchester, 1977,  19-20, ISSN 0301-102X (WC · ACNP).
- E. A. W. Budge (a cura di), The History Of Alexander The Great Being The Syriac Version of The Pseudo-Callisthenes, 1976; 2003  [Cambridge University Press, 1889], ISBN 90-6022-480-9, ISBN 1-59333-011-1.
- S. Gero, "The Legend of Alexander the Great in the Christian Orient", in Bulletin of the John Rylands, vol. 75, University Library of Manchester, 1993, ISSN 0301-102X (WC · ACNP).
- Martin Gosman, "Le roman de toute chevalerie et le public visé : la légende au service de la royauté", in Neophilologus, n. 72, Groninga, 1988,  335-343, ISSN 0028-2677 (WC · ACNP).
- Martin Gosman, "Le roman d'Alexandre et les 'juvenes' : une approche socio-historique", in Neophilologus, n. 66, Groninga, 1982,  328-339, ISSN 0028-2677 (WC · ACNP).
- Martin Gosman, La légende d'Alexandre le Grand dans la littérature française du douzième siècle, Amsterdam, Rodopi, 1997, ISBN 90-420-0213-1.
- Mario Mancini (a cura di), La letteratura francese, Bologna, Il Mulino, 1997, ISBN 88-15-06015-4.
- Amir Khusrau, Lo specchio alessandrino, a cura di A.M. Piemontese, Soveria Mannelli (CZ), Rubbettino, 1999, ISBN 88-7284-857-1.
- A. M. Piemontese, "Il romanzo di Alessandro nella cosmografia persiana di Hamadāni". Scritti in onore di Giovanni M. D'Erme, a cura di M. Bernardini e N. L. Tornesello, 2 voll., Napoli, Università degli Studi "L'Orientale", Dipartimento di Studi Asiatici (Serie Minor, LXVIII), II, 2005, SBN BVE0417369.
- Antonio Pioletti e Francesca Rizzo Nervo (a cura di), Medioevo romanzo e orientale. Il viaggio dei testi, Soveria Mannelli (CZ), Rubbettino, 1999, ISBN 88-7284-415-0.